# Claoxylon carolinianum
Claoxylon carolinianum är en törelväxtart som beskrevs av Ferdinand Albin Pax och Käthe Hoffmann. Claoxylon carolinianum ingår i släktet Claoxylon och familjen törelväxter. Inga underarter finns listade i Catalogue of Life.